# Pustulipora corticola
Pustulipora corticola är en svampart som beskrevs av P.F. Cannon 1982. Pustulipora corticola ingår i släktet Pustulipora och familjen Ceratostomataceae.   Inga underarter finns listade i Catalogue of Life.